# Ursensollen
Ursensollen település Németországban, azon belül Bajorországban. Lakosainak száma 3843 fő (2023. december 31.).

## Népesség
A település népessége az elmúlt években az alábbi módon változott:
| Lakosok száma | 289  | 580  | 2595 | 2991 | 3639 | 3635 | 3604 | 3642 | 3762 | 3843 |
|               | 1875 | 1950 | 1975 | 1987 | 2012 | 2014 | 2016 | 2017 | 2021 | 2023 |